# مستشفى بنادر
مستشفى بنادر للولادة والأطفال (بالصومالية: Isbitaalka Banaadir) هو مستشفى تعليمي في حي ودجر (المدينة) بالعاصمة الصومالية مقديشو، أُنشئ عام 1977 كجزء من مشروع تنموي صيني، وأعيد افتتاحه في عام 2004 بعد الحرب الأهلية وكان محور أعمال الإغاثة من الأزمة إنسانية التي أعقبت موجة الجفاف عام 2011.  يتكون المستشفى من وحدتين إحداهما للولادة والأخرى للأطفال. وأشارت تقارير إلى أن السعودية أنشأت مركزا لغسيل الكلى في المستشفى عام 2016
مستشفى بنادر هو مستشفى العاصمة مقديشو العام، ويعتبر أكبر مستشفيات الصومال بشكل عام، ويعمل كمركز لرعاية المرضى المتوافدين من جميع أنحاء الصومال، يقدم المستشفى مجموعة من الخدمات الطبية، من ضمنها الجراحة والتوليد وعلاج أمراض النساء وطب الأطفال والطب الباطني وجراحة العظام. كما يوجد في المستشفى معمل وصيدلية، يقدم المستشفى الرعاية الصحية الأساسية للشعب الصومالي لسنوات عديدة كما لعب دورًا مهمًا في تلبية احتياجات الرعاية الصحية في البلاد.
يخدم المستشفى حوالي 3،000،000 مواطن يعيشون في مقديشو وضواحيها، وتصل مساحة (محيط) المستشفى إلى 300 م2، 300 م × 250 م منها توجد فيها مباني ومرافق للمستشفى و300 م × 50 مناطق خالية، يخدم المستشفى أكثر من 3000 حالة شهريا.
رزقت سيدة تلقت الرعاية الصحية في مستشفى بنادر بتوأم رباعي في 31 مارس 2023

## روابط خارجية
- "Banadir Maternity & Children hospital". مؤرشف من الأصل في 2011-10-07. اطلع عليه بتاريخ 2011-09-28.